# Reconciliació (Inquisició)
La reconciliació era una de les penes majors imposades per la Inquisició.
Consistia en el penediment públic en un acte de fe del delicte d'heretgia comés pel penitenciat. Anava associada a la confiscació dels béns i, eventualment, a altres penes i restriccions de la llibertat (assots, presó, confinament, exili...).
Generalment s'aplicava als que no havien reincidit, encara que es documenten casos de doble reconciliació.